# La Uribe
La Uribe là một khu tự quản thuộc tỉnh Meta, Colombia. Thủ phủ của khu tự quản La Uribe đóng tại La Uribe Khu tự quản La Uribe có diện tích 6037 ki lô mét vuông. Đến thời điểm ngày 28 tháng 5 năm 2005, khu tự quản La Uribe có dân số 8286 người.